# Ferrocarriles metropolitanos de Buenos Aires
Los ferrocarriles metropolitanos de Buenos Aires componen una extensa red conformada por siete líneas de trenes suburbanos, seis líneas de subterráneos y una línea de tren ligero que sirven al Área Metropolitana de Buenos Aires (AMBA). El subterráneo cuenta con una extensión de 54,7 km, los ferrocarriles eléctricos tienen una extensión de 278 km, mientras que el resto de la red se compone de ramales de tracción diésel, completando una extensión total de aproximadamente 1.000 km, una de las más extensas del mundo en servicio urbano.
Alrededor de 1000 millones de pasajeros utilizan anualmente el servicio ferroviario, que cuenta con un total de 305 estaciones.
La red ferroviaria de la Ciudad Autónoma de Buenos Aires y su área metropolitana puede considerarse entre las mayores redes de trenes metropolitanos del mundo.

## Ferrocarriles suburbanos
Son los llamados ferrocarriles metropolitanos, estos parten desde la Ciudad Autónoma de Buenos Aires hacia toda el Área Metropolitana de Buenos Aires (AMBA). Existen 6 nodos ferroviarios desde donde operan las distintas líneas:
- Retiro, desde donde parten las líneas Mitre, Belgrano Norte y San Martín. El nodo se divide en tres estaciones terminales contiguas.
- Constitución, desde donde parte la línea General Roca.
- Once, desde donde parte la línea Sarmiento.
- Lacroze, desde donde parte la línea Urquiza.
- Sáenz desde donde parten los ramales de la línea Belgrano Sur.

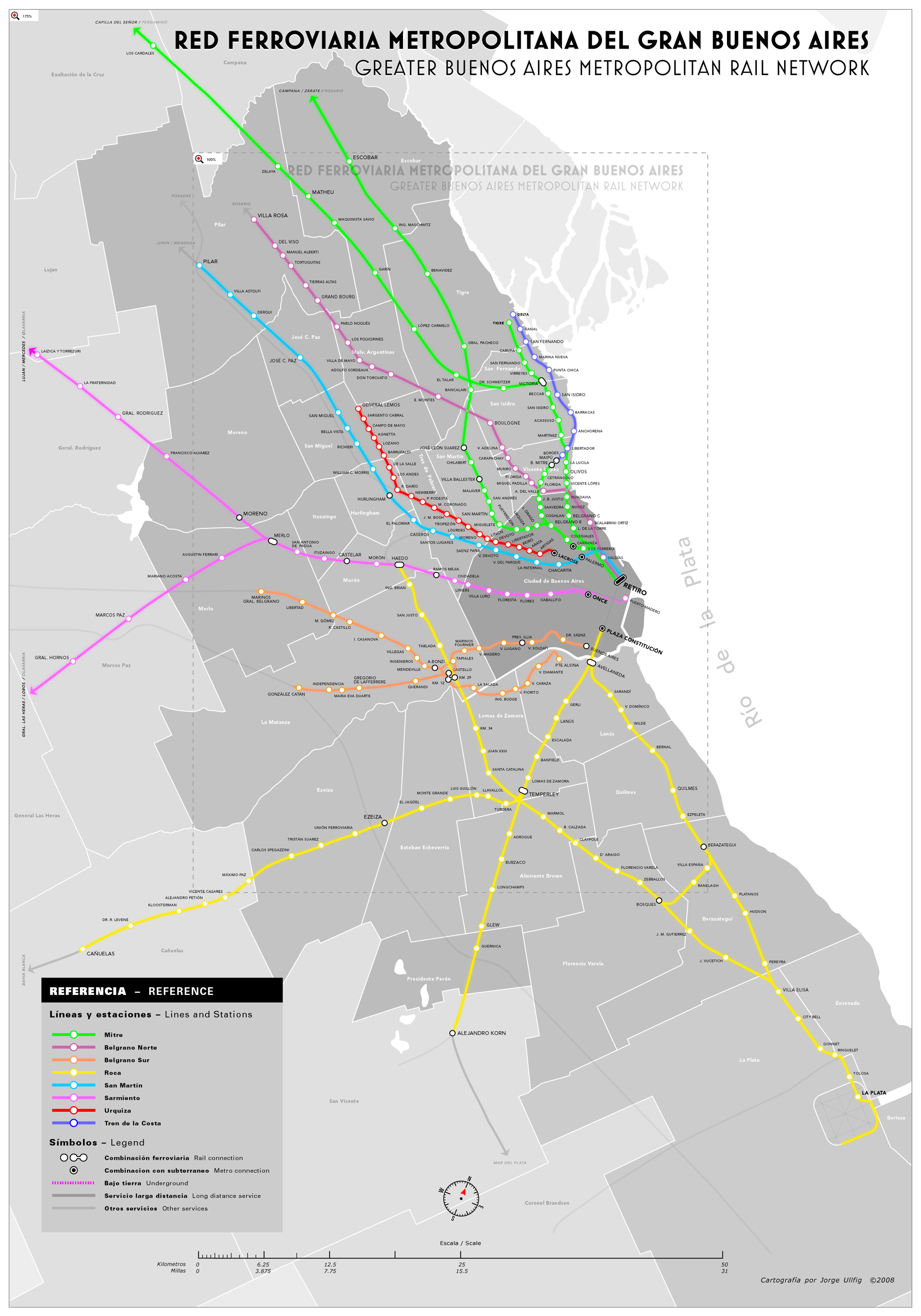
RED FERROVIARIA METROPOLITANA DE BUENOS AIRES

### Línea Mitre

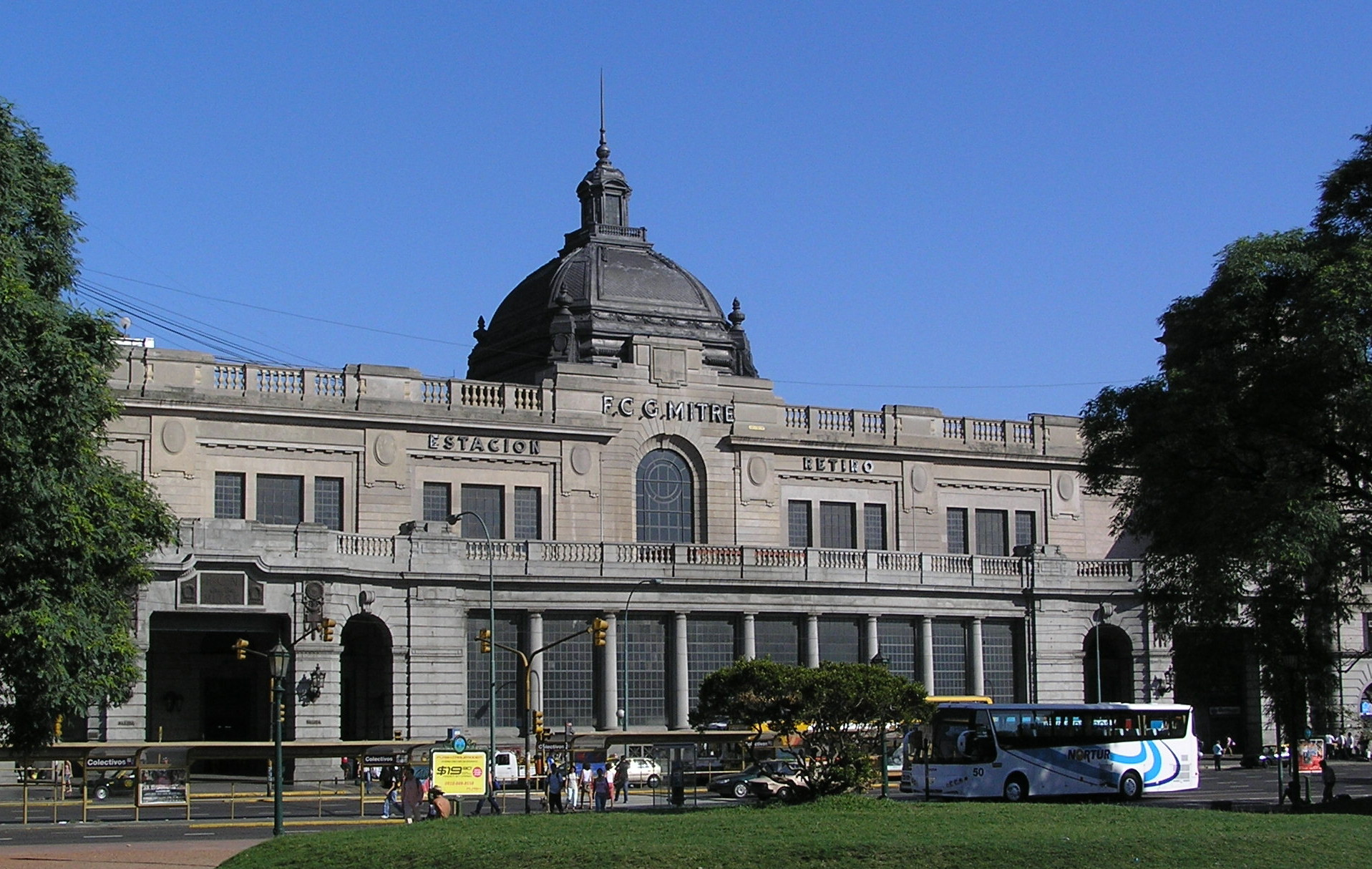
Frente de la estación Retiro Mitre

La estación Retiro Mitre fue durante principios del siglo XX una de las mayores estaciones ferroviarias del mundo, es la más lujosa de las tres terminales ferroviarias de Retiro, todos los ramales que operan desde aquí son eléctricos, alimentados por tercer riel y cuentan con nuevos coches 0km provenientes de China, y sirven al sector norte de la Región, aunque algunas de sus ramificaciones se dirigen hacia el sector noroeste y operan con locomotoras diésel. 
La línea está operada por la empresa estatal Trenes Argentinos Operaciones. La Línea Mitre transporta anualmente alrededor de 51,42 millones de pasajeros (a 2012), cumple su servicio con 57 estaciones en total, en 198 km.

#### Ramal Retiro-Tigre
Cumple un servicio urbano entre la Capital Federal y Tigre, pasando por los partidos de Vicente López, San Isidro, San Fernando y Tigre. Cuenta con 17 estaciones.

#### Ramal Victoria-Capilla del Señor
Cumple un servicio suburbano con locomotoras diésel y coches remolcados. Atraviesa los partidos de San Fernando, Tigre, Escobar, Pilar y de Exaltación de la Cruz. Cuenta con 10 estaciones. Hasta 1977 se prestaba un servicio regional en 13 estaciones más que llegaba hasta Pergamino, además por la misma vía férrea había servicios que unían Retiro con Río Cuarto parando en todas las estaciones intermedias menos en el Apeadero 20 de junio y la Estación Fontezuela

#### Ramal Retiro-Bartolomé Mitre
Cumple un servicio urbano entre la Capital Federal y Vicente López. Cuenta con 11 estaciones.

#### Ramal Retiro-José León Suárez
Cumple un servicio urbano entre Buenos Aires y José León Suárez. Cuenta con 15 estaciones.

#### Ramal Villa Ballester-Zárate
Cumple un servicio suburbano con locomotoras diésel y coches remolcados. Atraviesa los partidos de San Martín, San Fernando, Tigre, Escobar, Campana y Zárate.

### Línea San Martín
La estación Retiro San Martín conserva su fachada original. Fue construida provisoriamente (en los hechos de forma definitiva) en madera y chapas. Las plataformas están techadas parcialmente. Desde aquí sólo opera el único ramal de la línea, que lo hace en el sector sur del noroeste del Área Metropolitana en un trecho de 72 km, con locomotoras diésel. A pesar de existir un solo ramal, ha sido dividido en 3 servicios: uno entre Retiro y José C. Paz, otro entre Retiro y Pilar y el último entre Retiro y Dr. Domingo Cabred (Open Door), al norte del partido de Luján donde llega al fin del recorrido de la línea. Fue durante los años subsiguientes de la crisis de 2001 el ramal ferroviario más sobreexplotado de Buenos Aires, contando diariamente con accidentes de pasajeros. Entre los años 2013 y 2014 la línea fue renovada con material tractivo y remolcado importado de China, se elevaron sus andenes y se la extendió hasta la estación Dr. Domingo Cabred (Open Door). El servicio actualmente es operado por el Estado Nacional, a través de Trenes Argentinos Operaciones

### Línea Belgrano Norte

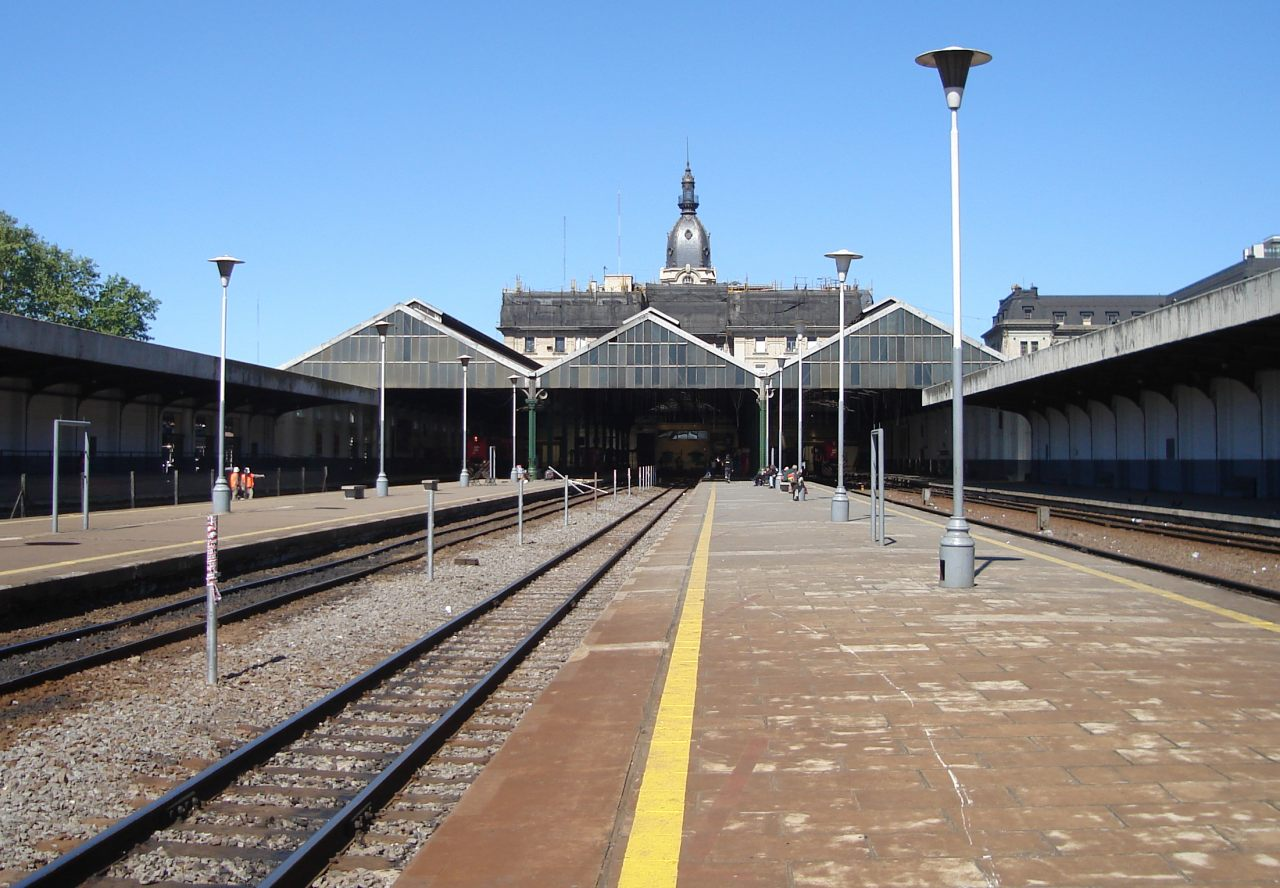
Vista de la estación Retiro Belgrano Norte, puede observarse al fondo el tejado del Edificio de la estación.

Parte desde la estación Retiro Belgrano, hasta la localidad bonaerense de Villa Rosa, en un tramo de 54 km donde se efectúa servicio de pasajeros, el cual transporta aproximadamente 40 millones por año. El servicio es llevado a cabo por formaciones remolcadas por una locomotora diésel-eléctrica y cuenta con un solo ramal Retiro-Villa Rosa, con frecuencias de 10 minutos en horarios pico y 25 minutos fuera de estos. Para mejor operatividad, la concesionaria ha dividido el servicio en diversos tramos: Retiro - Boulogne, Retiro - Grand Bourg, Retiro - Del Viso, Retiro - Villa Rosa, Villa Rosa - Boulogne y Munro - Del Viso, entre otros. La línea es operada por la empresa Ferrovías en el sector Nornoroeste de la Área Metropolitana de Buenos Aires (AMBA). A diferencia de la terminal Retiro San Martín, Retiro Belgrano Norte tiene un edificio para nada precario ni provisorio, donde tiene sede la empresa concesionaria entre otras ferroviarias que operan en el ramal. Existe una similitud con Retiro San Martín, la cual es que los andenes se encuentran cubiertos de manera precaria y las formaciones quedan a la intemperie.
A partir del 13/07/2015 el ramal cuenta con un servicio semi-rápido diferencial entre Retiro y Del Viso, prestado con duplas 0km de industria nacional (los "Alerce"); que entre otras comodidades tienen aire acondicionado frío/calor, asientos ergonómicos y WiFi gratuito.

### Línea General Roca
Esta línea perteneciente a la red nacional del Ferrocarril General Roca, presta servicios de pasajeros entre las estaciones Plaza Constitución, en el barrio porteño de Constitución, y las estaciones de Alejandro Korn/Chascomús, Cañuelas/Lobos/Monte, La Plata/Bosques/Juan María Gutiérrez y Haedo del sur y sudoeste del Gran Buenos Aires.
Compone un total de 75 estaciones, partiendo de la Ciudad de Buenos Aires.
Sirve anualmente a 2011 a 91,4 millones de pasajeros, cabe destacar que en 2010 transportó a 130,8 millones.
En la estación Plaza Constitución existe una conexión con la línea C de subterráneos, mientras que en la Parada Agustín de Elía se puede hacer transbordo con el Apeadero Kilómetro 12 de la Línea Belgrano Sur.

### Línea Sarmiento

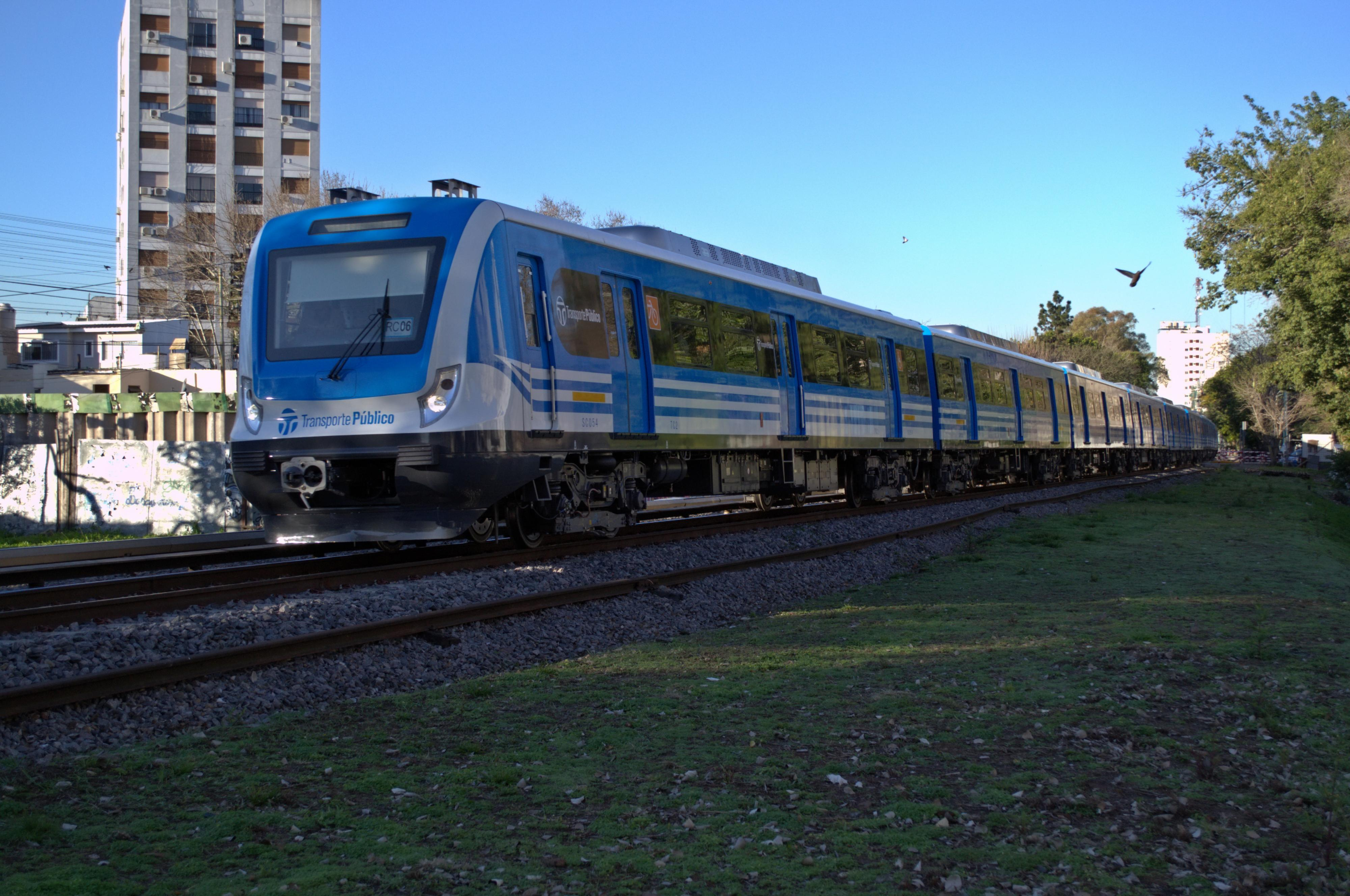

Unidad eléctrica múltiple CSR rumbo a Moreno.
Desde la estación Once opera Trenes Argentinos Operaciones. Al igual que la línea Mitre, la línea Sarmiento cuenta con los Coches CSR Mitsubishi, formaciones 0km provenientes de China e incorporadas en el año 2014. La estación Once se divide en dos, una estación subterránea, Plaza Miserere (actualmente en desuso) en ella finaliza el trayecto Once-Castelar además de tener conexión directa con la estación homónima de la Línea A y otra a nivel de la calle en la cual finalizan el resto de los servicios. Los servicios más frecuentes se realizan entre las cabeceras Once-Moreno. Con 300 viajes durante los días hábiles, 106 los sábados y 72 los domingos y feriados. El servicio cuenta con trenes rápidos desde Once hacia Estación Flores, Liniers, Morón, y luego parando en todas las estaciones. Además cuenta con servicios locales desde la estación Castelar hasta Once.
La operatividad del servicio es en el sector oeste y suroeste del área metropolitana en un total de 174 km de vías, transportando 38 millones de pasajeros anualmente (a 2012), siendo la mayoría pertenecientes al servicio Once-Moreno.

#### Ramal Luján, Haedo, Temperley
Si bien, durante el período de FEMESA, este ramal fue traspasado a la Línea General Roca y luego operado por Metropolitano, la UGOFE y Argentren, siempre fue parte del Ferrocarril Sarmiento. Supo tener corridas entre Luján y La Plata, empalmando con la línea Roca a la altura de la estación José Mármol. El actual servicio prestado, se caracteriza por su precariedad y el hecho de atravesar zonas realmente peligrosas como Villa Albertina o los bosques de Santa Catalina. Aun así, para esos y otros lugares de relevancia como San Justo o Tablada, constituye el único servicio férreo.

### Línea Urquiza

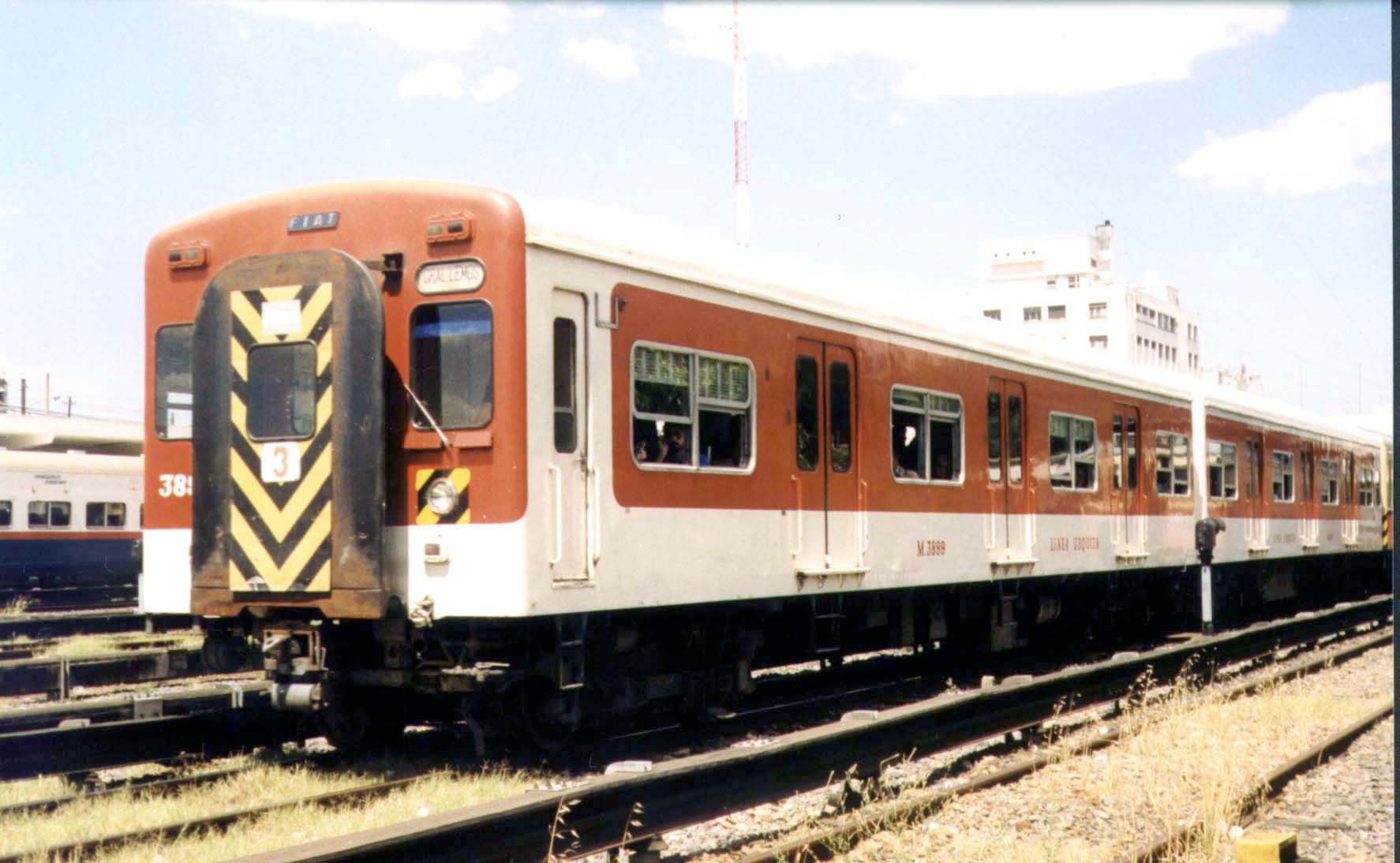
Esquema en 1990, todavía bajo Ferrocarriles Argentinos

Desde la estación Lacroze, ubicada en el barrio porteño de Chacarita presta su servicio la línea Urquiza, hasta la estación General Lemos de la localidad bonaerense de San Miguel.
Cuenta con 23 estaciones, recorriendo un total de 26 km a través de la Ciudad de Buenos Aires y los partidos bonaerenses de San Martín, Tres de Febrero, Hurlingham y San Miguel. Sirve anualmente a 28 millones de pasajeros en un área de aproximadamente 2,5 millones de habitantes[cita requerida]. En la estación Federico Lacroze existe una conexión con la línea B de subterráneos. No obstante, no existen servicios directos, debiéndose hacer combinación entre el ferrocarril y el subterráneo.
El servicio presta con una flota de 108 coches Toshibas sobre vías electrificadas por tercer riel a 600 Vcc. Desde la nacionalización de la red ferroviaria su prestación corrió por cuenta de Ferrocarriles Argentinos, pasando en 1991 a FEMESA para ser entregada en concesión a la empresa Metrovías el 1 de enero de 1994. La concesionaria está a cargo de la operación del servicio y de su explotación comercial.
Parte del servicio corre en trinchera a su paso por el partido de San Miguel entre las estaciones Sargento Barrufaldi y General Lemos.

### Línea Belgrano Sur
Desde la estación Sáenz cumplen su servicio las formaciones de los ramales G y M del Ferrocarril Belgrano, una de las más precarias y asediadas del servicio urbano, aunque recuperada durante la gestión de Metropolitano, quien logró cierta regularidad en su funcionamiento. La traza es de 65 km, que suman los ramales Sáenz-González Catán-Marcos Paz y Sáenz-Marinos del Crucero Gral. Belgrano. No está electrificada, por lo tanto es servida por locomotoras diésel. Esta línea transporta unos 15 millones de pasajeros anualmente y es operada por Trenes Argentinos Operaciones Ambos ramales comparten un empalme de vías entre las estaciones Tapiales y Aldo Bonzi construido en 1951
y una estación a desnivel con  dos paradas que sirve de combinación entre dos de los tres ramales, (Ing. Castello y Kilómetro 12) hallándose estas dos últimas al lado de la parada de la Línea Sarmiento en su empalme con Línea Roca, Estación Agustín de Elía.